# Birra Korça
Birra Korça è un'azienda specializzata nella produzione di birra. Nasce nel 1928 a Coriza in Albania. L’azienda è una filiale del IHB Group di  Irfan Hysenbelliu dal 2004. 
Si tratta della terza più grande produttrice di birra in Albania.

## Storia
Birra Korça è il primo birrificio dell’Albania. Venne fondato nel 1928 da Umberto Umberti, un imprenditore italiano, e da Selim Mboria, un imprenditore locale. Il capitale iniziale della ditta fu di 950.000 franchi. La capacità produttiva iniziale consisteva in 20.000 ettolitri all’anno. Produceva birre Blonde ale e Brown ale, inoltre anche acqua imbottigliata (Kristal) e ghiaccio.
Alla fine della Seconda Guerra Mondiale e con la nascita del regime comunista nel gennaio 1946, l’azienda divenne di proprietà dello Stato, in base alle leggi dell’epoca. Diverse ricostruzioni e  rinnovamenti furono eseguiti negli anni 1955, 1957 e 1965, grazie ai quali la produzione aumentò gradualmente.
Nell'aprile 1994 in Albania, a seguito del cambiamento del sistema politico, della crisi economica, dei disordini politici e sociali, e della liberalizzazione del mercato, il birrificio fu venduto all'asta e fu acquistato da un gruppo di uomini d'affari.

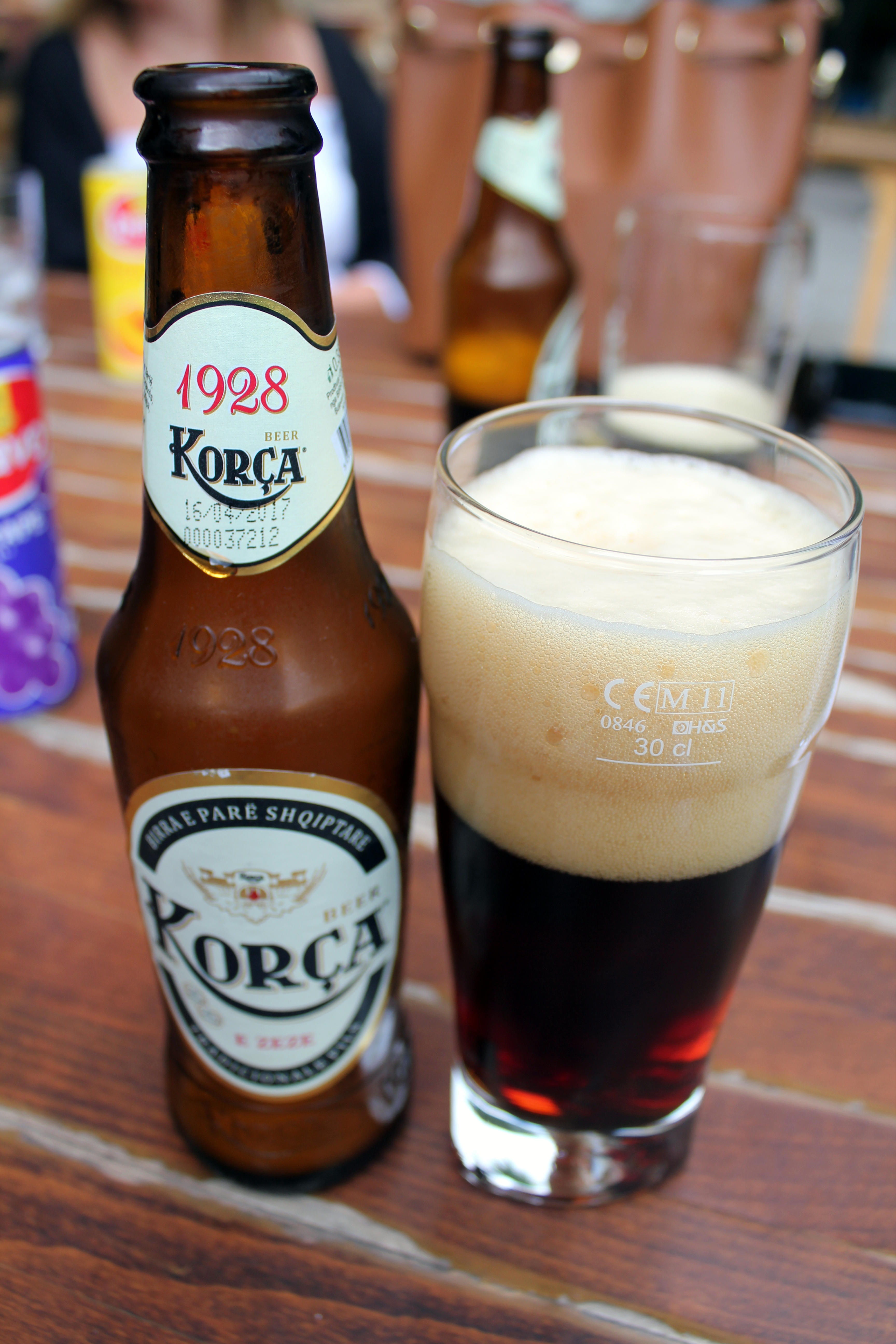

Nel 2004 il birrificio fu acquistato dall’imprenditore albanese Irfan Hysenbelliu, già presidente della Birra Korça LLC. Poco dopo è stato fatto un investimento di 15 milioni di euro per rinnovare e ristrutturate la fabbrica. Da allora il birrificio ha subito una profonda ricostruzione tecnologica e architettonica. Il design tradizionale è stato preservato aggiungendo nuovi elementi dello stesso stile. Utilizzando le tecnologie più recenti di stampo ceco e italiano, produce 120.000 ettolitri di birra all'anno, dieci volte di più della produzione del vecchio birrificio.
L’acqua proviene dalla sorgente naturale del monte Morava.
Birra Korca tiene un festival della birra annuale durante il mese di agosto, e si tratta del più grande della regione.